# فرهنگ پازیریک

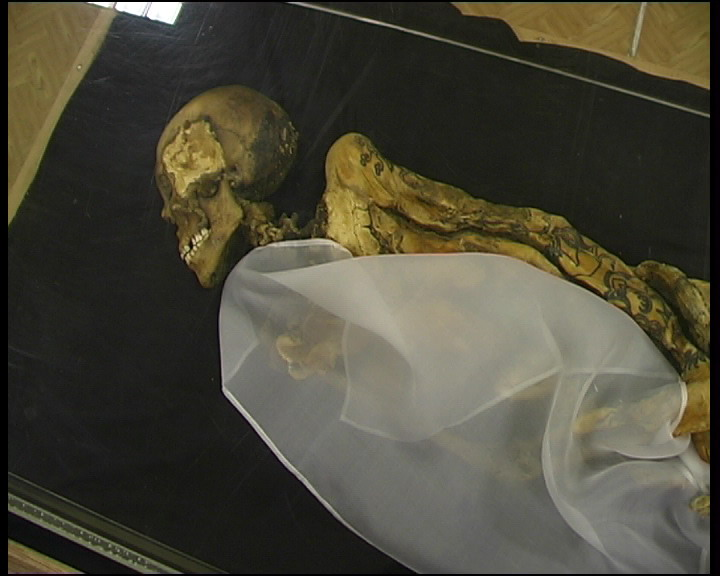
دوشیزه یخ‌زده سیبری، یافت‌شده در فلاک اوکوک.

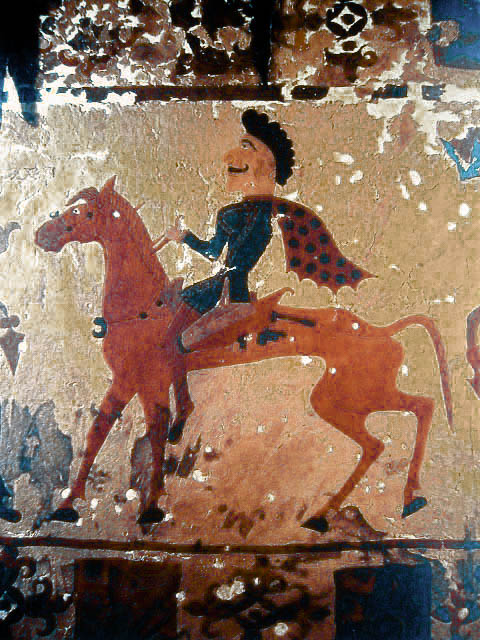
سوارکار سکایی، نمدی پازیریک، حدود ۳۰۰ ق.م.

فرهنگ پازیریک یک فرهنگ سکایی کوچ‌نشین باستانی در عصر آهن (سده‌های ۳ تا ۶ پیش از میلاد مسیح) است که توسط آثار حفاری شده و انسان‌های مومیایی پیدا شده در خاک یخ‌زده سیبری در کوه‌های آلتای در قزاقستان و نزدیکی مغولستان شناسایی شده است. مومیایی‌های یافت‌شده در گورپشته‌ها (کورگان) دقیقا به شکل گوردخمه‌های سکایی در اوکراین، در فلاک اوکوک یافت‌شد. ‌‌آثار و بقایای انسانی زیادی در این فلات یافت شده‌است، از جمله دوشیزه یخ‌زده سیبری، که این فرهنگ از مسیرهای تجاری فراوان و کاروان‌های بازرگانانی در حال عبور از این منطقه بهره می‌برند. پازیریک‌ها زندگی پرتنش و جنگجویانه‌ای داشتند به دلیل درگیری با اقوام گوناگون پیرامون که در نهایت منجر به نابودی این فرهنگ گردید. فرهنگ پازیریک پیش از «فرهنگ ارژان» (دوره اولیه سکاها، سده هشتم-هفتم پیش از میلاد) بوده است.

## باستان‌شناسی

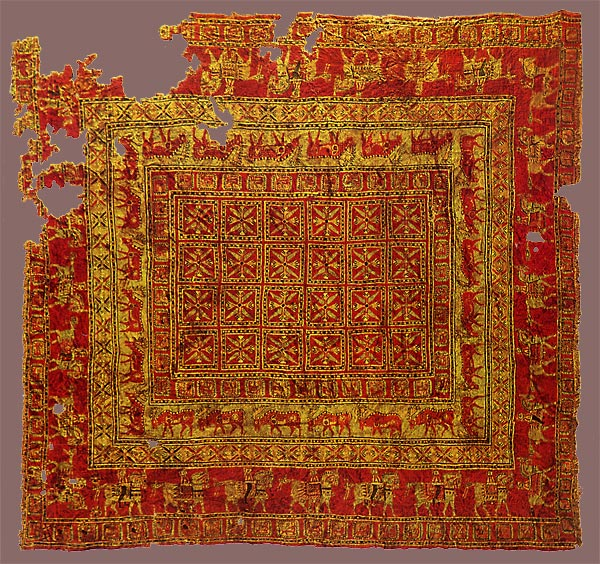
قالی پازیریک: قدیمی‌ترین قالی گره‌خورده شناخته‌شدهٔ جهان در بزرگ‌ترین تپهٔ تدفینی پازیریک، در کوه‌های آلتای کشف شد. این قالی اکنون در موزهٔ ارمیتاژ سن‌پترزبورگ نگهداری می‌شود

گورستان‌های دیگر کورگان مرتبط با فرهنگ شامل گورستان‌های بشادر، توئکتا، اولاندریک، پولوسماک و برل است. تاکنون هیچ مکان شناخته شده‌ای از سکونتگاه‌های مرتبط با تدفین‌ها وجود ندارد که نشان دهنده سبک زندگی صرفاً عشایری است. به دلیل یخ‌زدگی عجیب آب و هوایی، برخی از تدفین‌های آلتای، به ویژه دفن‌های سده پنجم پیش از میلاد در گورهای پازیریک و مکان‌های همجوار مانند کاتاندا، شیبه و توئکت بوسیله یک لایه محافظ یخ ایزوله شده‌اند که موجب محافظت مواد آلی آنها از تغییرات آب و هوایی خارجی شده است. گورهای پازیریک شامل اجساد اسب‌ها و یک مرد مومیایی شده بود که بدنش با خالکوبی‌هایی از نقوش حیوانات پوشیده شده بود. بافته‌های قابل توجه به دست آمده از گورهای پازیریک شامل کهن‌ترین فرش پشمی جهان، کهن‌ترین ابریشم‌دوزی چینی و دو تکه پارچه بافته شده ایرانی (موزه ارمیتاژ ایالتی، سن پترزبورگ) است. در آثار بدست آمده گاهی نشانه‌هایی از فرهنگ هخامنشی، آشوری و اورارتویی از خاورمیانه باستان دیده می‌شود.

## آنالیز دی‌ان‌ای
نمونه‌های DNA به دست آمده از بقایای مردهای پازیریک نشان داد که آنها متعلق به کلاد تک‌گروه R1a1 هستند. تنها دو مرد پازیریک عضو تک‌گروه N1b-P43 بودند. تجزیه و تحلیل ژنتیکی اتوزومی بقایای پازیریک نشان داد که نمونه‌ها عمدتاً حاوی یک بخش مربوط به دیرین‌سیبری و نگاناسان‌ها، بیش از یک زیرلایه شکارچی-گردآورنده اروپایی است.